# Arłagul
Arłagul (ros. Арлагуль) – wieś (sieło) w Rosji, w obwodzie kurgańskim, w rejonie lebiażjewskim. W 2010 liczyła 370 mieszkańców.